# تترالین
تترالین (به انگلیسی: Tetralin) یک ترکیب شیمیایی با شناسه پاب‌کم ۸۴۰۴ است. شکل ظاهری این ترکیب، مایع بی‌رنگ است.

## تولید
تترالین بوسیله هیدروژن‌دار کردن کاتالیزوری نفتالین تولید می‌شود.
اگرچه کاتالیزورهای نیکل به طور سنتی بکار گرفته می‌شوند، بسیاری از انواع دیگر کاتالیزورها مورد ارزیابی قرار گرفته‌اند. هیدروژن‌دار کردن بیش از حد تترالین موجب تولید اکتاهیدرونفتالن (دکالین) و به ندرت دی‌هیدرونفتالن (دیلین) می شود.